# 1187 Afra
Az 1187 Afra (ideiglenes jelöléssel 1929 XC) a Naprendszer kisbolygóövében található aszteroida. Karl Wilhelm Reinmuth fedezte fel 1929. december 6-án, Heidelbergben.